# Plzeňský Prazdroj
Este artículo es sobre la fábrica de cerveza, para la cerveza que produce consulte Pilsner Urquell
Pilsner Urquell (en checo: Plzeňský Prazdroj, a. s.) es una cervecería situada en Pilsen, la ciudad bohemia que es conocida como la cuna del estilo de cerveza Pilsner en general, y por Pilsner Urquell, desde 1898 el nombre del producto principal de esta fábrica de cerveza. 
Pilsner Urquell fue la primera rubia lager de la historia, sirviendo de inspiración para más de dos tercios de producción mundial actual de cerveza (que todavía se siguen llamando pils, pilsner y pilsener). Tanto Plzeňský Prazdroj y Pilsner Urquell puede ser más o menos traducido al español como «Manantial en Pilsen», «la fuente original de la Pilsner» o simplemente «Pilsner original o auténtica».

## Historia

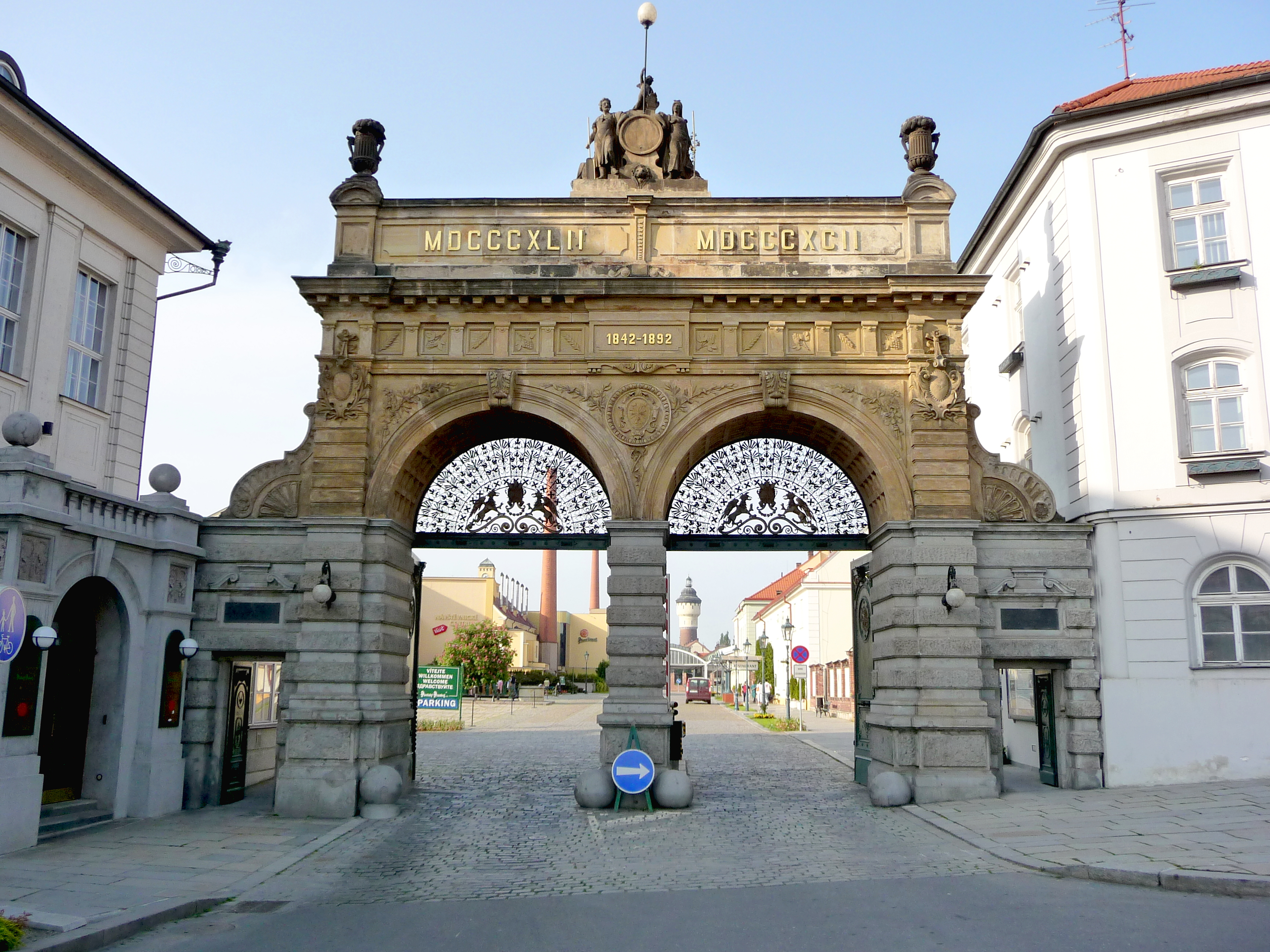
Puerta de la cervecería.

La cervecería fue fundada en 1839 por ciudadanos locales tanto de habla checa como alemana en la ciudad Bohemia de Pilsen (en checo: Plzeň) con el nombre de Bürgerbrauerei (cervecería de los ciudadanos, más tarde traducida al checo como Měšťanský pivovar). La primera cerveza fue elaborada aquí en 1842 por el cervecero bávaro Josef Groll. En 1859, la denominación «Pilsner Bier» es registrada como marca en la Cámara de Comercio local. En 1869, una empresa competidora fue fundada como empresa de capital mixto, más tarde conocido como Gambrinus. En 1898 se creó la marca Urquell (Prazdroj) para subrayar la pretensión de ser la fuente original primigenia de la cerveza Pilsner. En 1918, cuando el Imperio Austriaco dejó de existir, los Checos tomaron el control, y pronto comenzó a cambiar el nombre de las ciudades, las empresas y los productos por igual a darles checa-los nombres de idiomas. En 1946, los comunistas tomaron el poder, nacionalizando las restantes dos fábricas de cerveza, Měšťansky pivovar (la cervecería de los Ciudadanos), y Plzeňské akciové pivovary (PAP, empresa matriz), fusionando ambas en Plzeňské pivovary (fábricas de cerveza Pilsen).
Después de la caída del comunismo a finales de 1989, la fábrica de cerveza se convirtió en empresa pública de acciones, luego cambió de nombre en 1994 tomando el nombre en checo de su famosa cerveza, Plzeňský Prazdroj. En 1999, se comenzó la fusión de Pivovar Radegast a.s. y Pivovar Velké Popovice a. s..
Desde 1999, la fábrica de cerveza ha sido parte del conglomerado SABMiller (en aquel momento South African Breweries). Ha sido el mayor exportador de cerveza producida en la República Checa desde el año 2000, cuando la producción superó la de Budejovicky Budvar.

## Galería

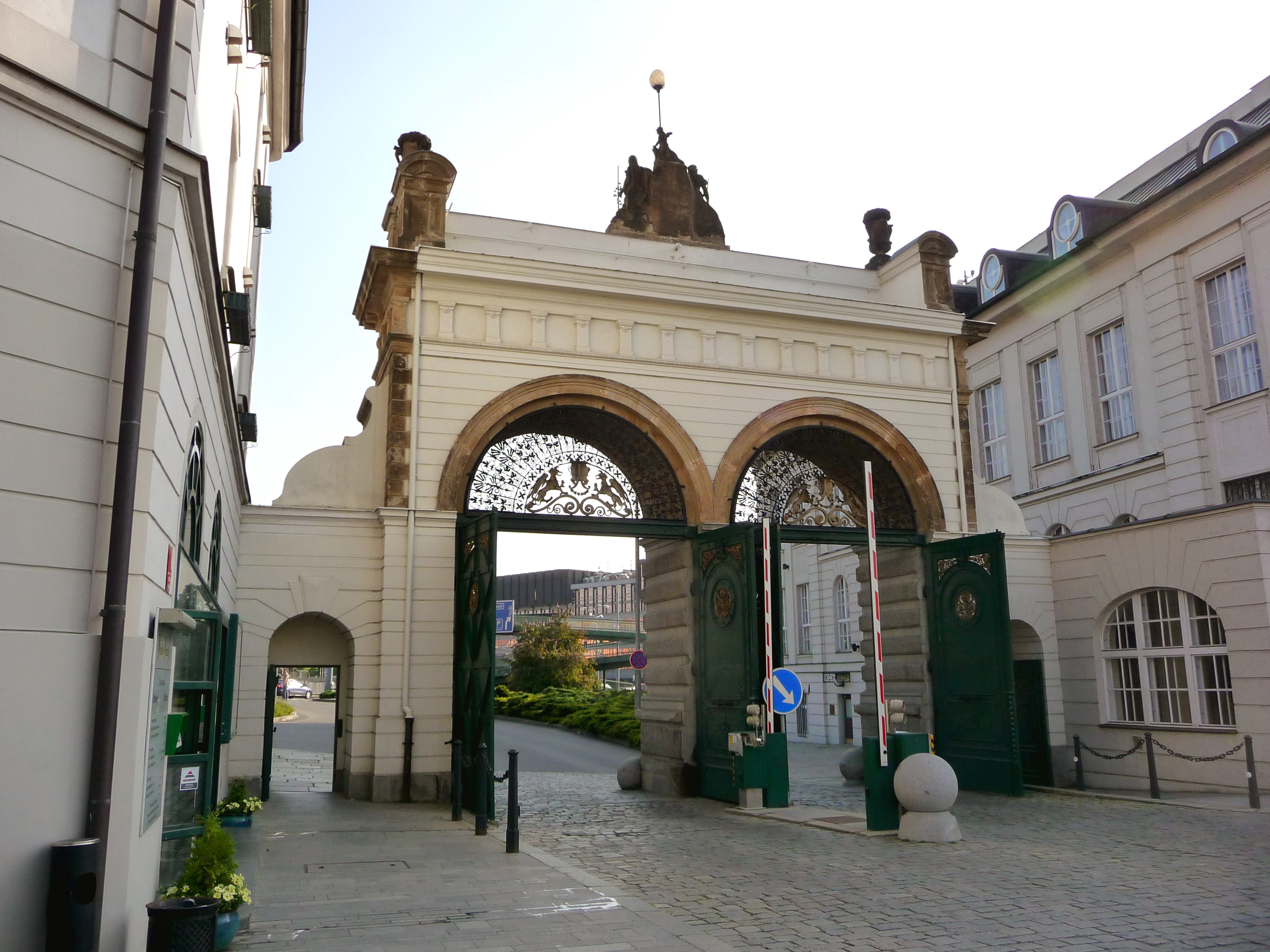
Lado posterior de la puerta principal
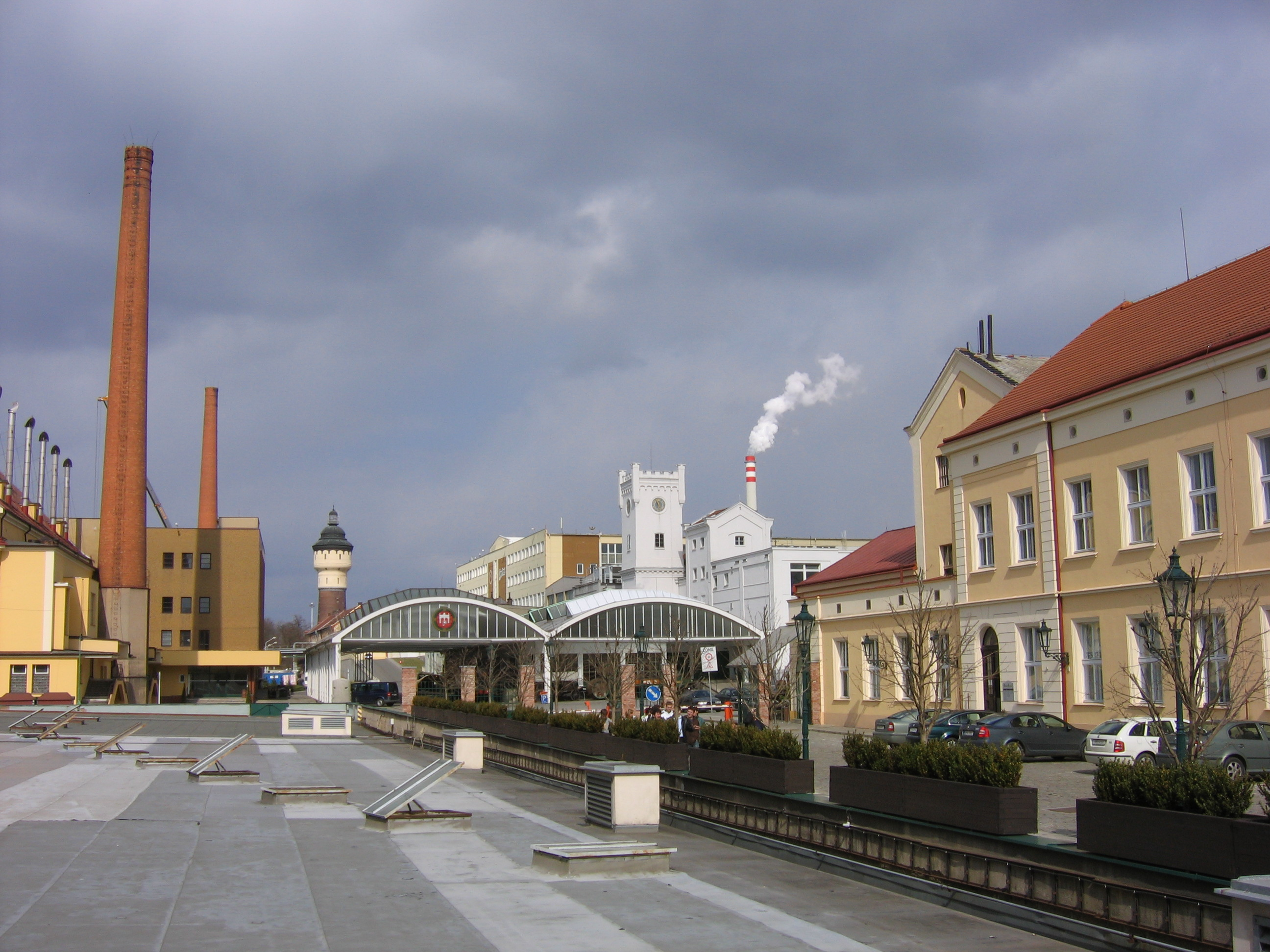
Cervecería
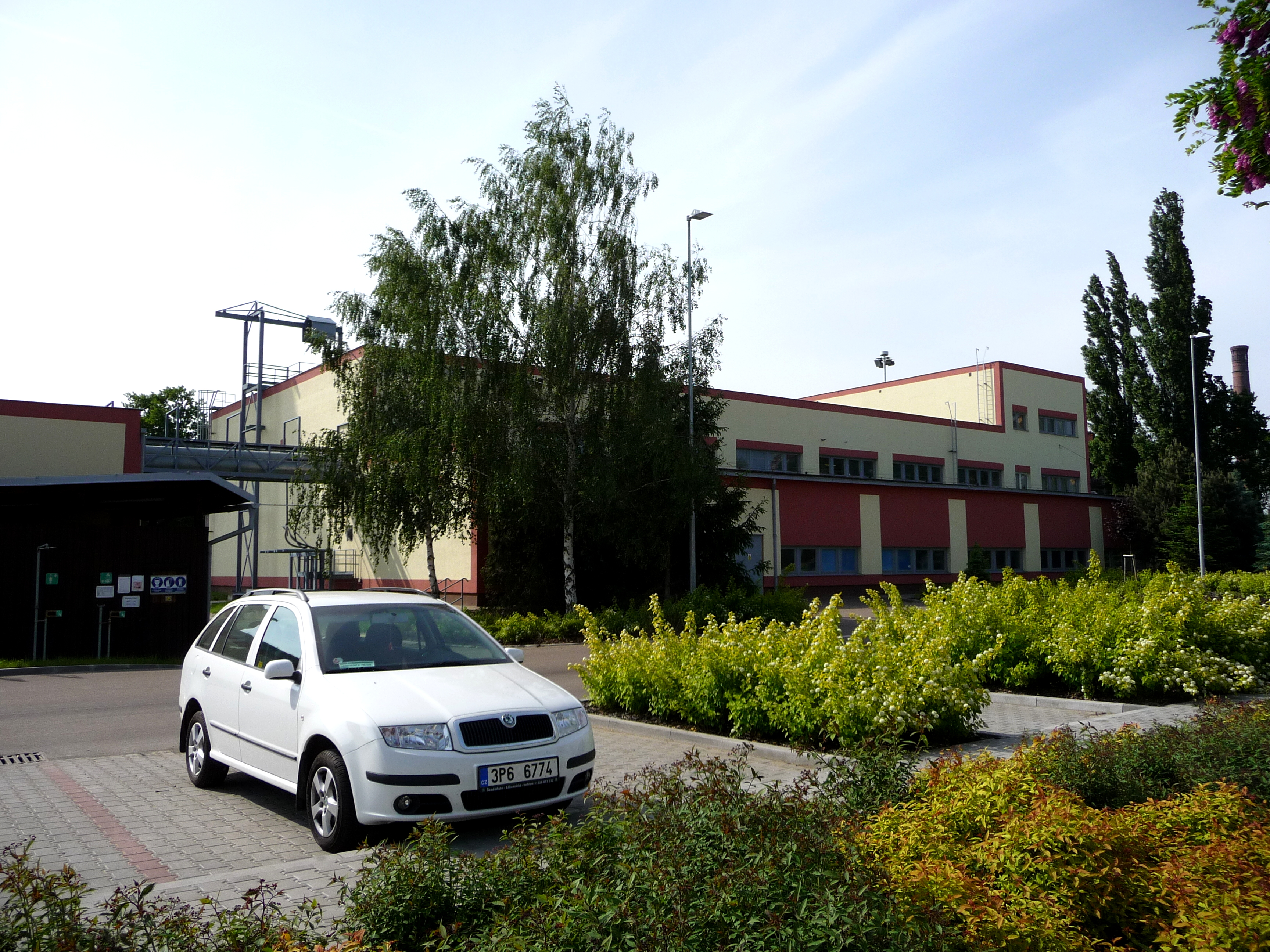
En el sitio de purificación de agua de la planta
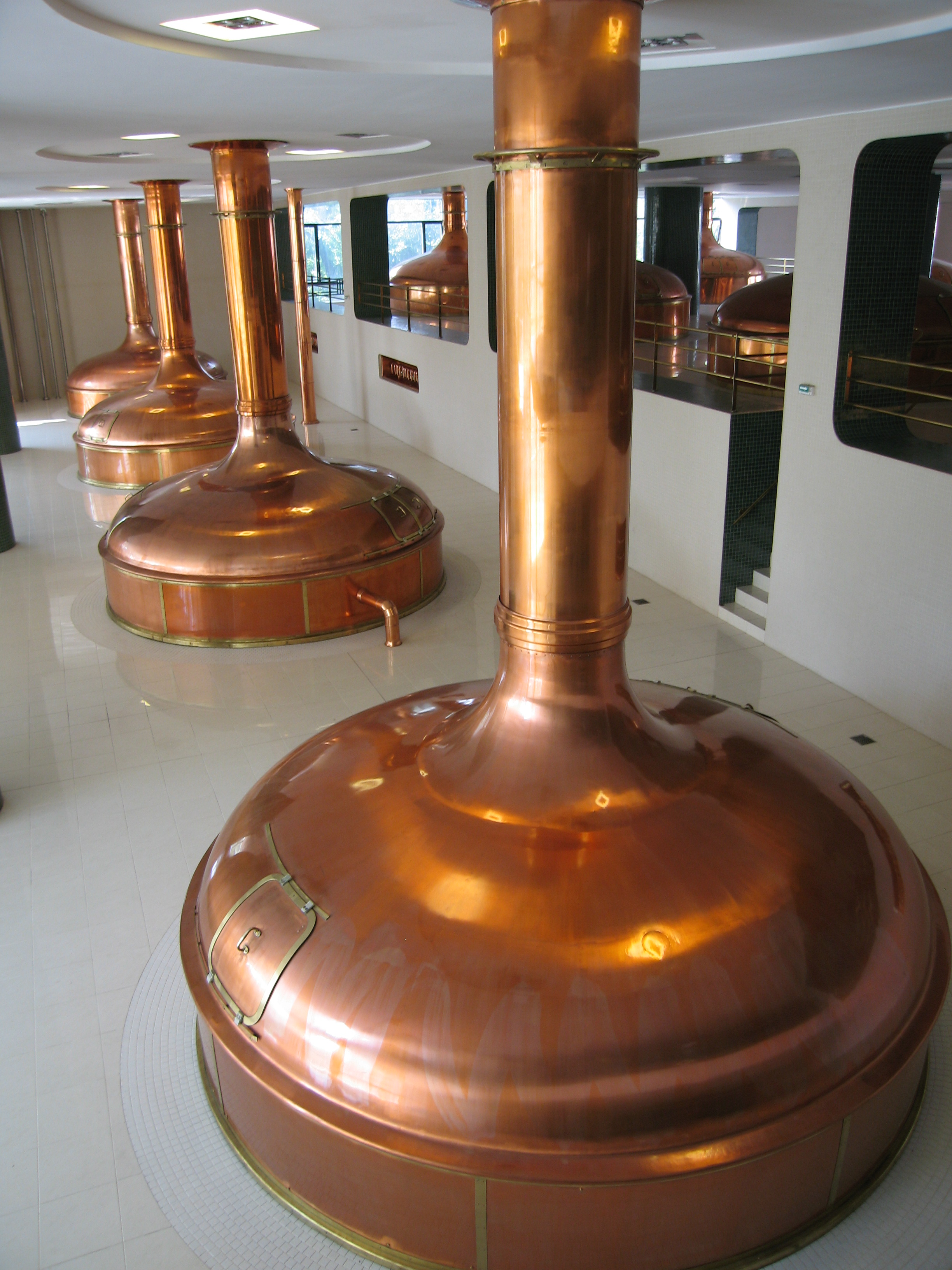
Nueva cerveza de la casa
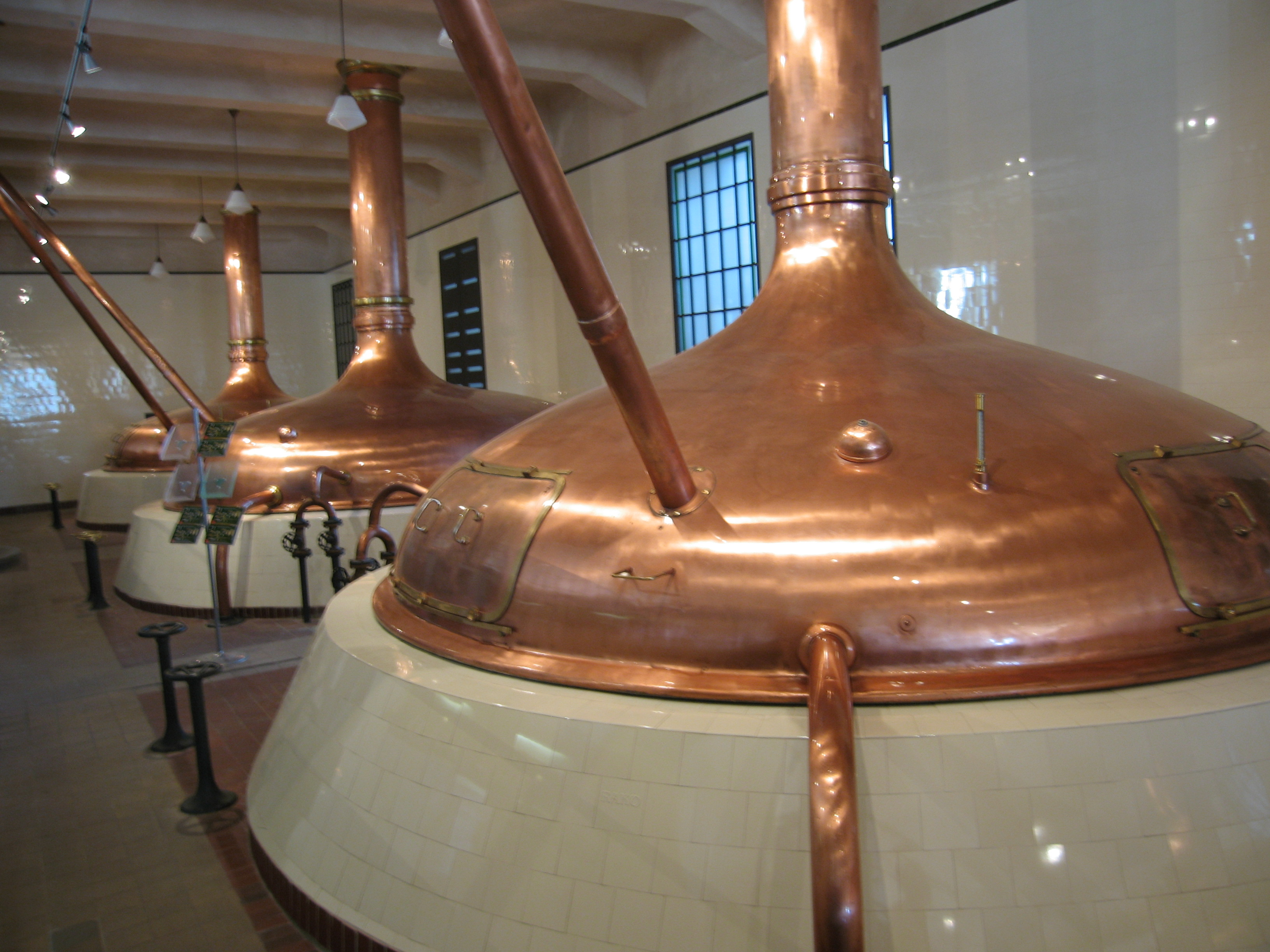
Antigua cervecería
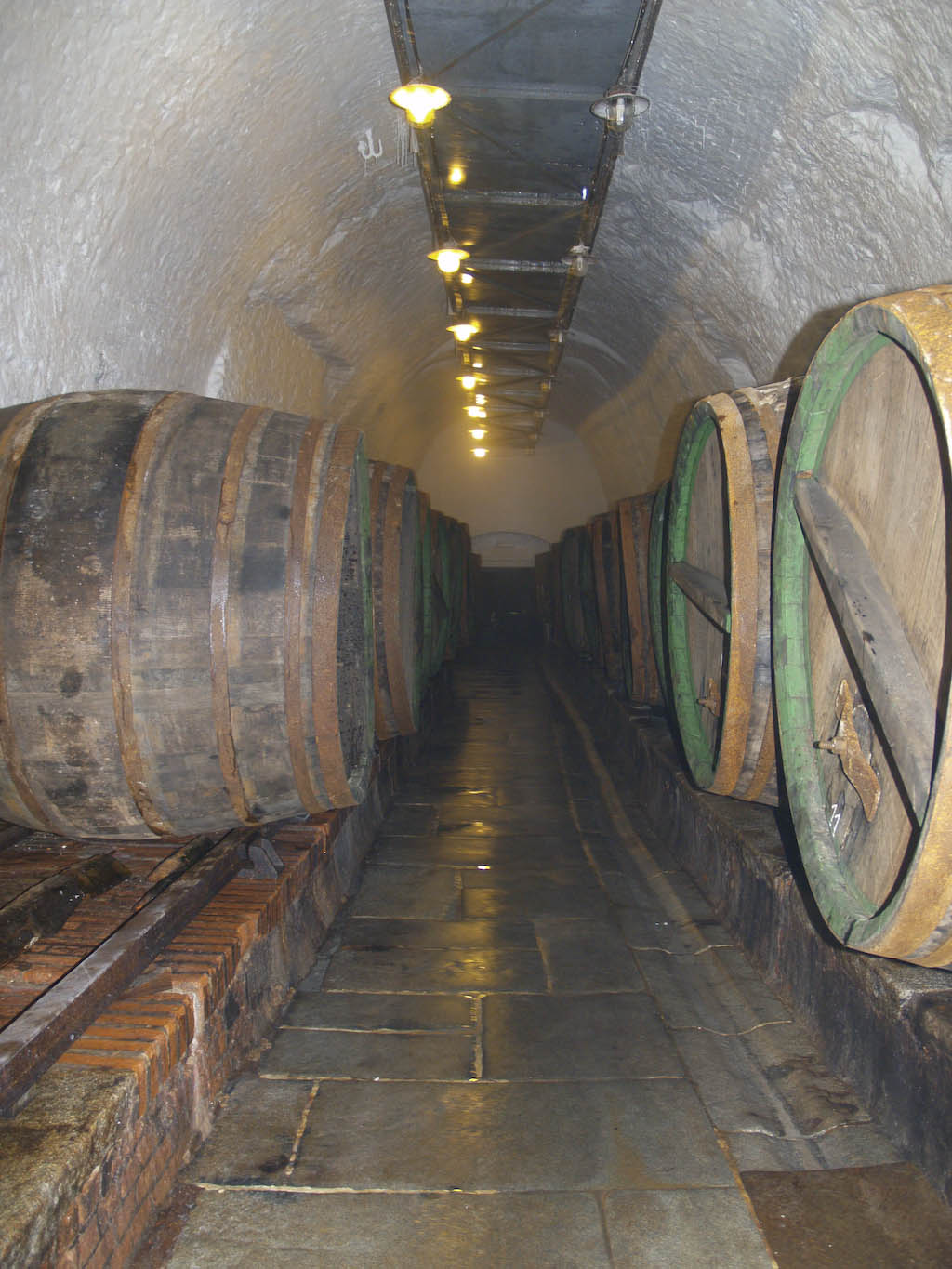
Almacenamiento en frío en las cuevas
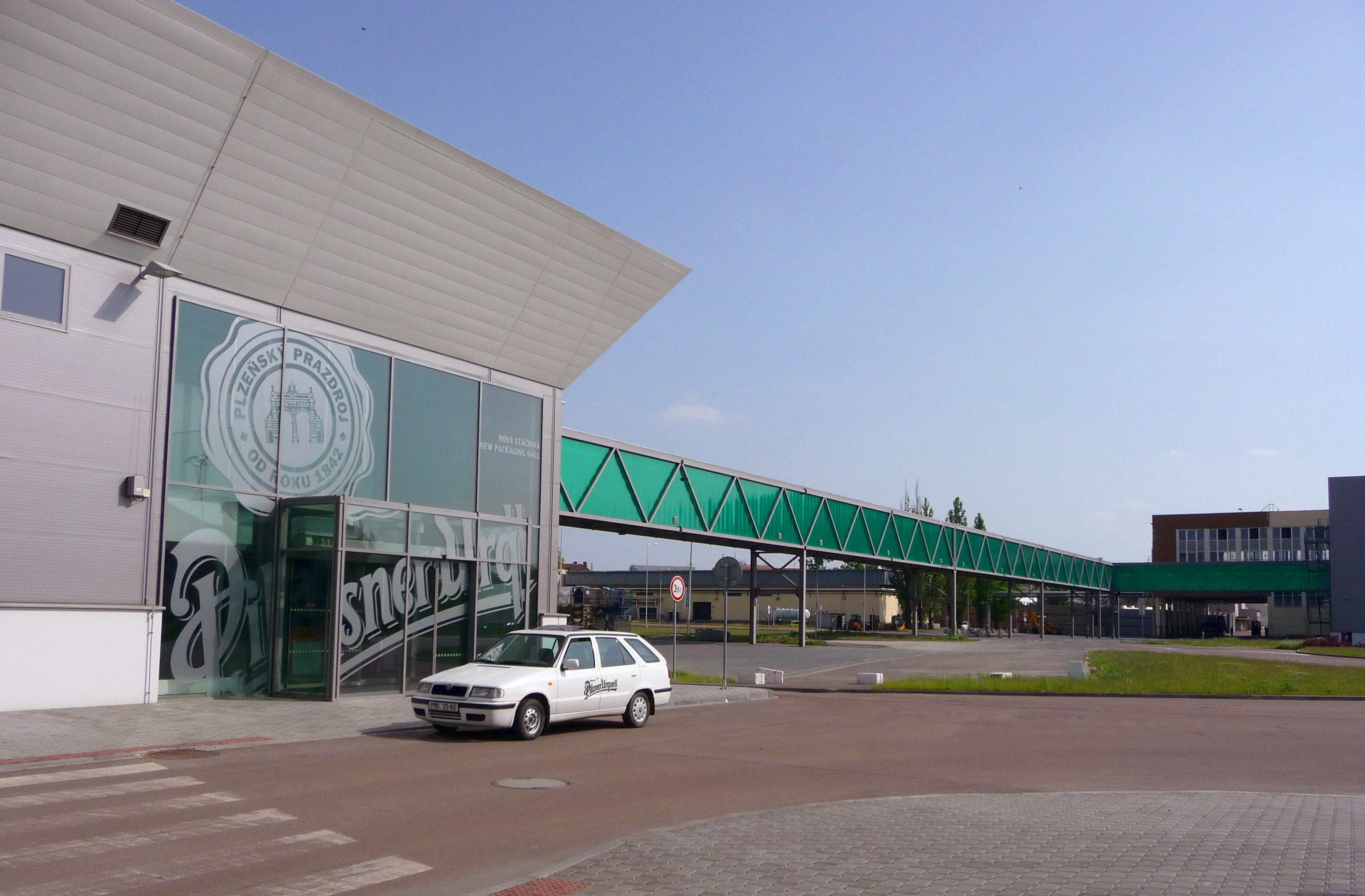
Nueva sala de empaquetado (Nová stáčírna)
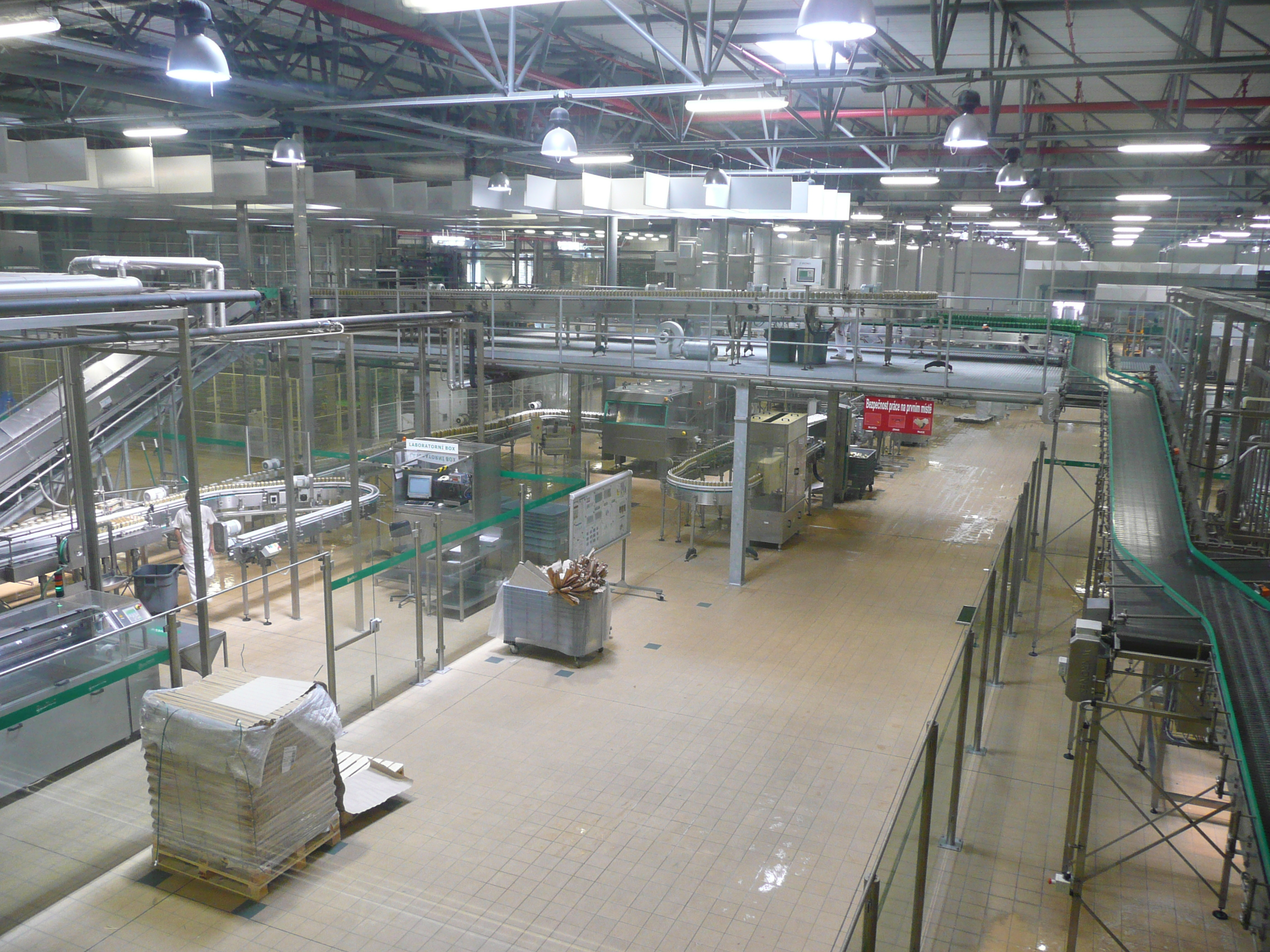
Vista aérea de la línea de envasado

## Museo

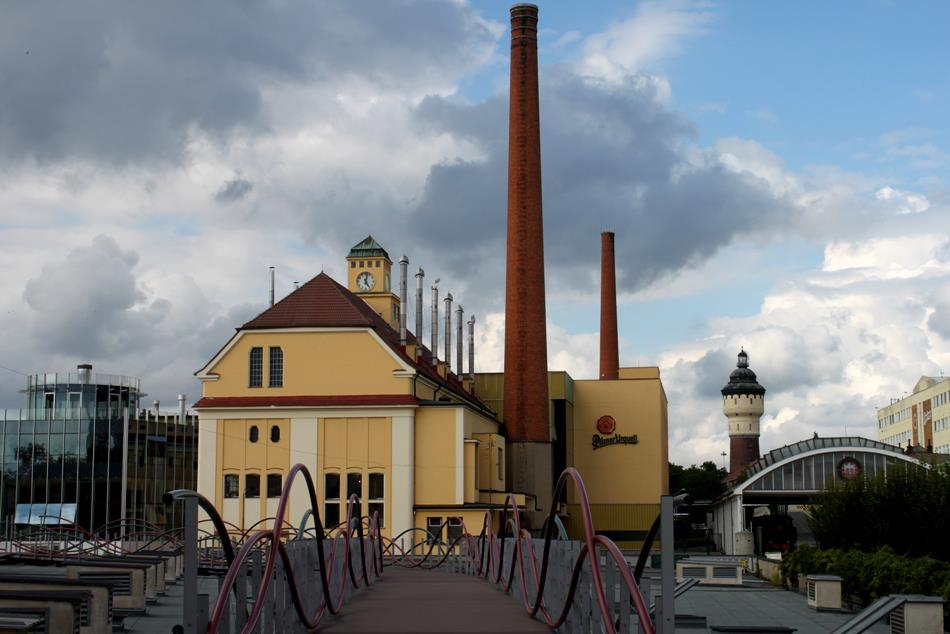
Edificio tradicional de fermentación (en el centro) y edificios modernos de fermentación (a la izquierda) en la fábrica de cerveza Pilsner Urquell.

Un museo de la cerveza (Pivovarské muzeum) se ha inaugurado cerca de la fábrica de cerveza en la casa auténtica medieval de elaboración de la cerveza de malta, que ha sido declarada monumento de interés cultural. Incluye la maltería de estilo gótico tardío, el horno, cobertizo original de secado y dos bodegas de hielo a dos niveles, que son tallados a partir del sustrato de Pilsen. La exposición abarca la historia más antigua de Pilsen, el desarrollo de la artesanía, la aparición y el crecimiento de los gremios, los inicios y el desarrollo de la elaboración de la cerveza, malteado, el arte del cobre, el transporte y cáterin.
El tour incluye una réplica de un bar del cambio del siglo XIX al XX y un laboratorio a partir de la segunda mitad del siglo XIX. Las murallas de la ciudad se han abierto como un ejemplo del cultivo de la cebada y el lúpulo.
El museo se ha convertido en un punto de visita obligado para la Ruta Europea del Patrimonio Industrial.

## Pilsner Fest
Pilsner Fest es un evento de dos días de la fiesta de la cerveza se celebra cada año por la fábrica de cerveza, con música de bandas locales en cuatro etapas en la ciudad.